# Atlantic and Pacific Railroad
La Atlantic and Pacific Railroad era una ferrovia statunitense che possedeva o gestiva due segmenti disgiunti, uno che collegava St. Louis, Missouri con Tulsa, Oklahoma, e l'altro che collegava Albuquerque, Nuovo Messico con la California meridionale. Fu fondata dal Congresso degli Stati Uniti nel 1866 come ferrovia transcontinentale che collegava Springfield, Missouri e Van Buren, Arkansas con la California. La parte centrale non fu mai costruita, e le due metà divennero in seguito parte dei sistemi ferroviari della St. Louis-San Francisco Railway e della Atchison, Topeka and Santa Fe Railway, ora entrambi confluiti nella BNSF Railway.